# Arroio Capivara
Arroio Capivara är ett vattendrag i Brasilien.   Det ligger i delstaten Rio Grande do Sul, i den södra delen av landet, 1 600 km söder om huvudstaden Brasília.
Trakten runt Arroio Capivara består till största delen av jordbruksmark. Runt Arroio Capivara är det ganska glesbefolkat, med 32 invånare per kvadratkilometer.